# Konstantinsbogen

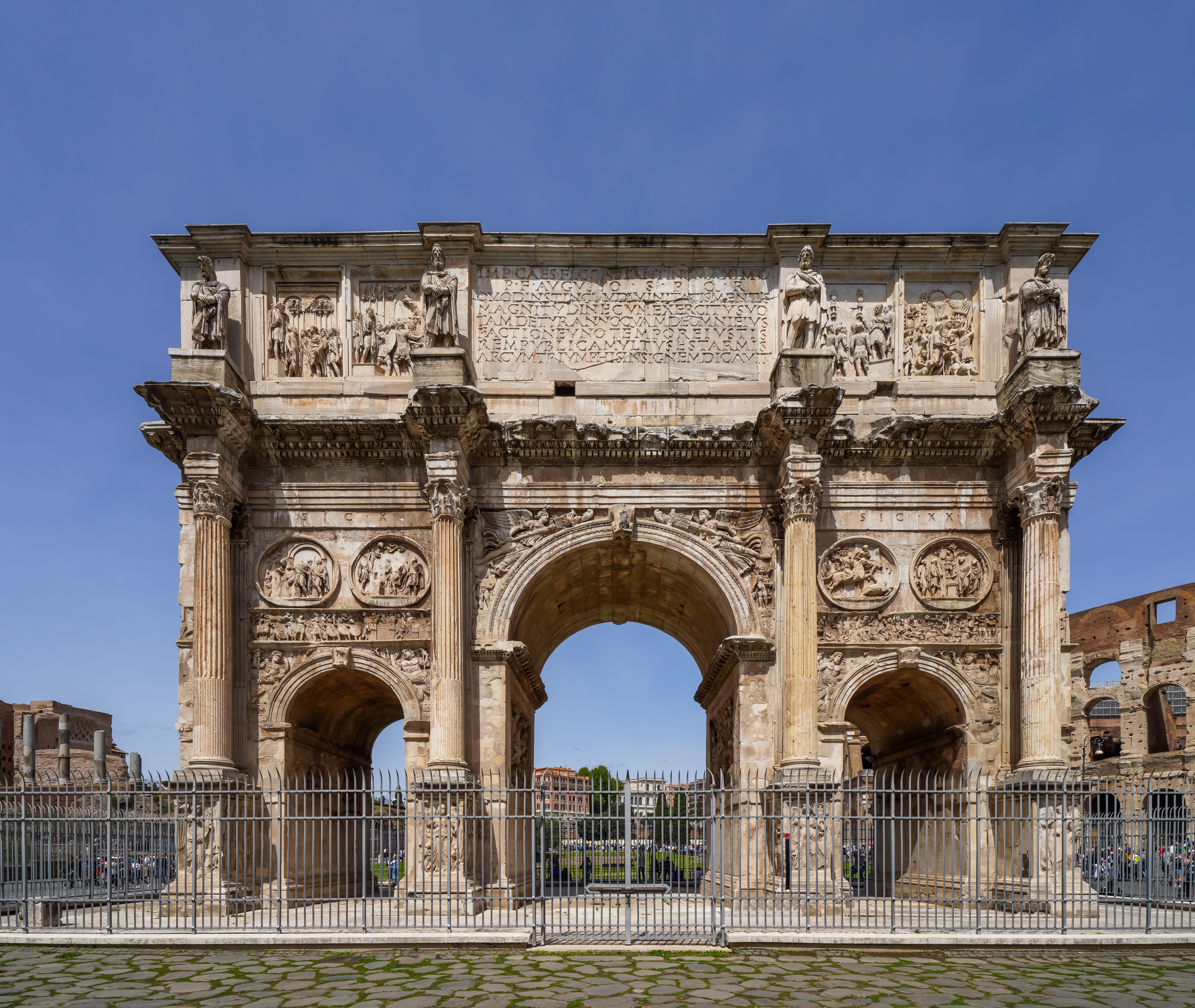
Der Konstantinsbogen von der Via Triumphalis aus betrachtet

Der Konstantinsbogen ist ein dreitoriger Triumphbogen in Rom. Er wurde zu Ehren des Kaisers Konstantin in Erinnerung an dessen Sieg in der Schlacht an der Milvischen Brücke im Jahre 312 über seinen Widersacher Maxentius errichtet, allerdings unter Wiederverwendung älterer Reliefs und Säulen.

## Geschichte

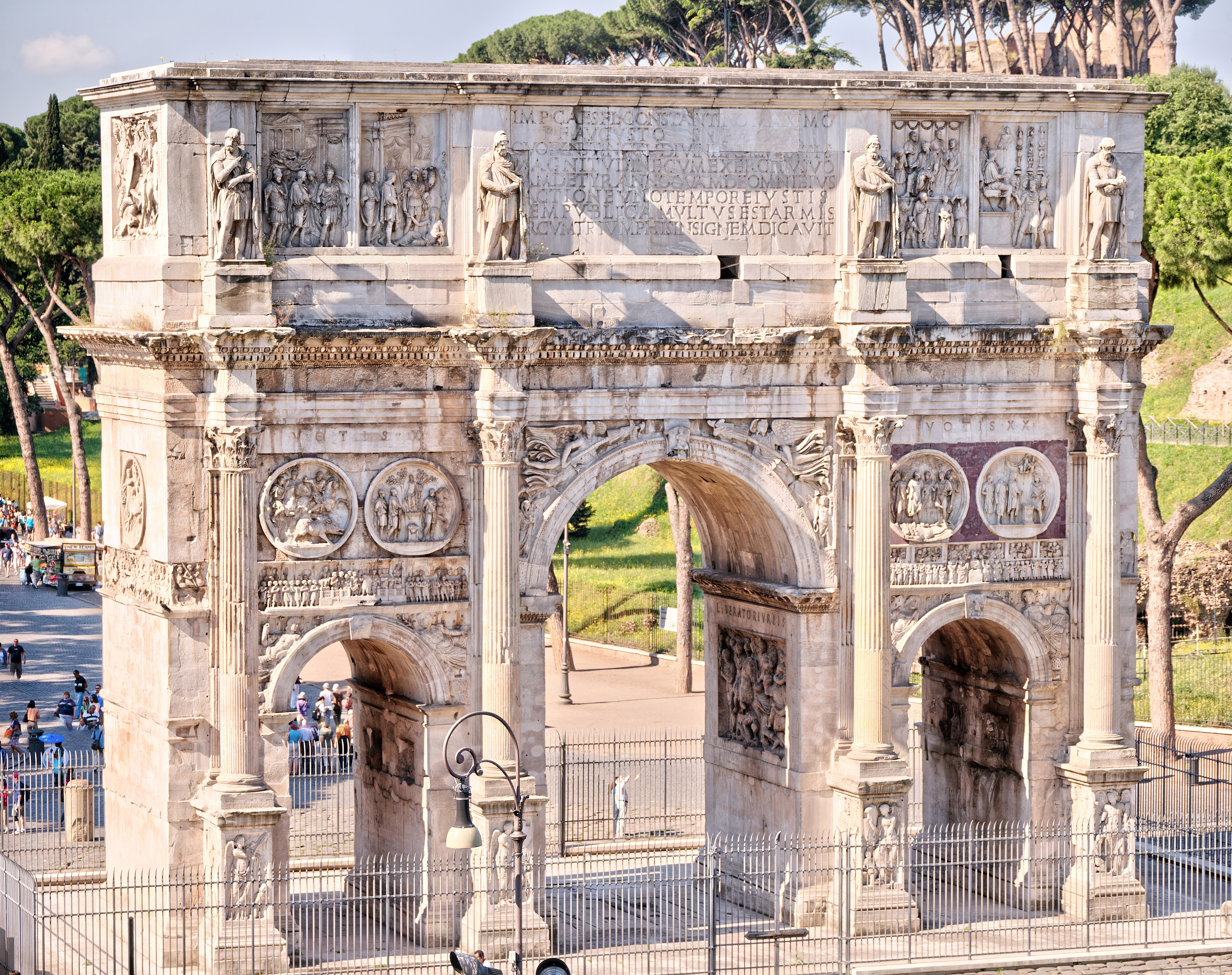
Der Konstantinsbogen vom Kolosseum aus gesehen; es scheint deutlich erkennbar, dass die Attika nachträglich aufgesetzt wurde

Der Konstantinsbogen wurde spätestens 312 begonnen und am 25. Juli 315 geweiht. An diesem Tag feierte Konstantin den Beginn seines zehnten Regierungsjahres (decennalia). Auftraggeber für das Werk waren laut der Inschrift der Senat und das Volk von Rom. Nach Ansicht mehrerer Forscher war der Bau allerdings bereits um 307 von Maxentius begonnen worden und schon zu gut zwei Dritteln fertig, als Konstantin 312 in Rom einzog. Als eine weitere Möglichkeit wird diskutiert, dass ein in den Quellen nicht bezeugter noch etwas älterer Bogen (etwa aus der Zeit Diokletians), der wohl an einer anderen Stelle stand, unter Konstantin auseinandergenommen und als Triumphbogen für Konstantin neu zusammengestellt wurde. Auch ob Konstantin nach seinem Sieg von 312 tatsächlich einen Triumph feierte, ist unklar und umstritten.
Der Bogen wurde jedenfalls an prominenter Stelle errichtet: Er überspannt in unmittelbarer Nähe des Kolosseums die Via Triumphalis, die sich nur wenige Meter nach dem Bogen mit der Via Sacra verbindet. Diesen Weg schlugen traditionell alle Triumphatoren ein, wenn sie vom Circus Maximus kommend den Palatin umrundeten, um dann über die Via Sacra und das Forum zum Kapitol zu gelangen. Ursprünglich soll der Bau von einer Quadriga gekrönt gewesen sein, die jedoch bei der Plünderung Roms durch die Westgoten unter Alarich im Jahr 410 oder die Plünderung Roms durch die Vandalen unter Geiserich 455 abhandengekommen sein soll.
Im Mittelalter integrierte man den Triumphbogen, ebenso wie das Kolosseum, in die Stadtbefestigungsanlagen. Zu Beginn des 19. Jahrhunderts wurde er in den derzeitigen baulichen Zustand versetzt. Im modernen Rom litt der Bogen, wie viele andere antike Monumente auch, sehr stark unter den Belastungen durch den motorisierten Straßenverkehr.

## Bau und Gestaltung

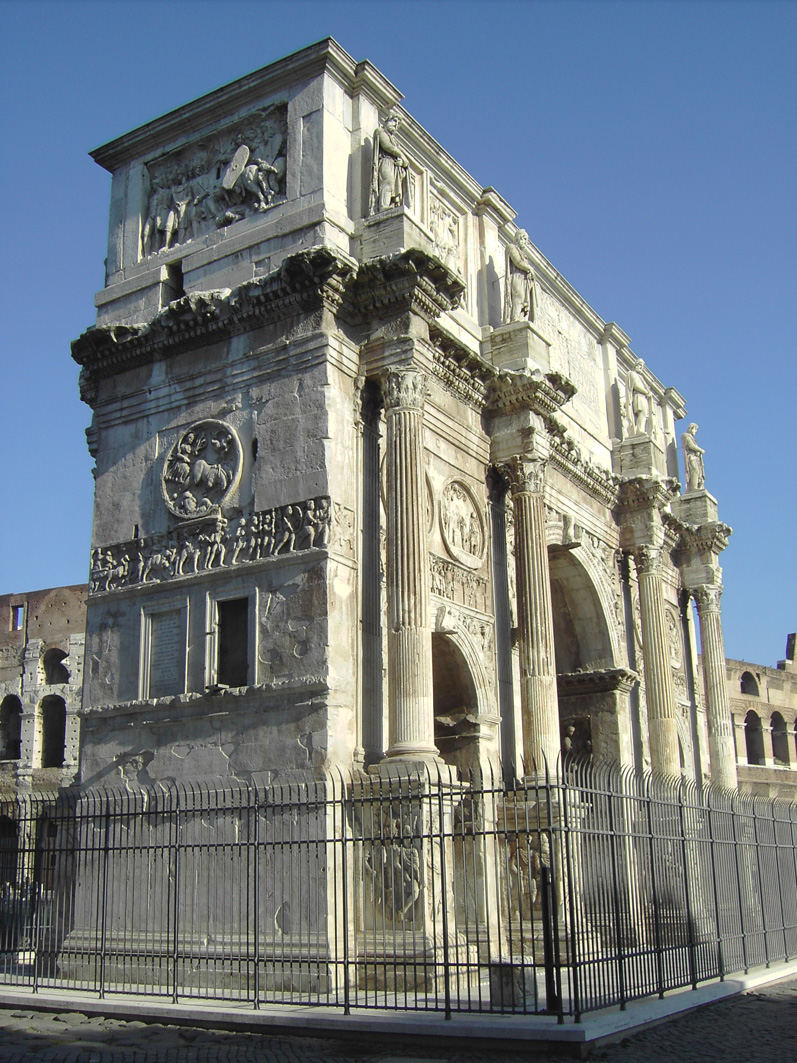
Der Konstantinsbogen, Ansicht von der Westecke

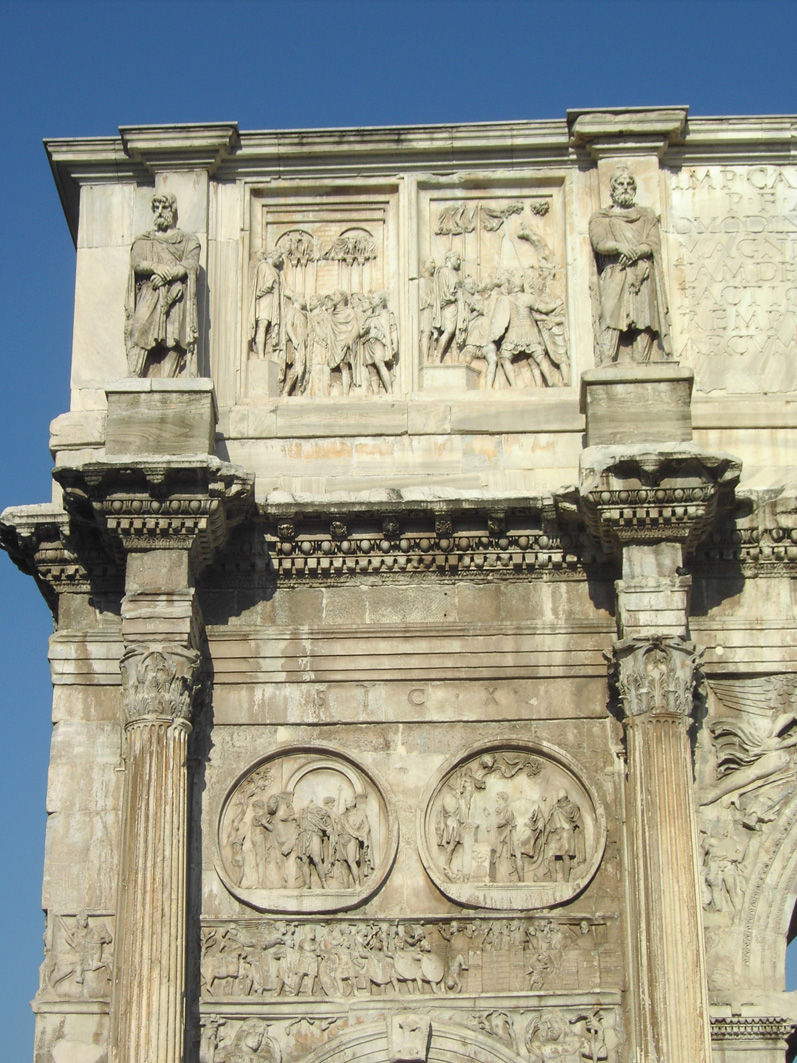
Hadrianische Tondi, darüber Daker-Statuen und aurelianische Relieftafeln

Der Konstantinsbogen ist der größte und der jüngste unter den drei Triumphbögen, die im antiken Viertel um das Forum Romanum erhalten sind. Er ist 21 Meter hoch, 25,7 Meter breit und hat eine Durchgangstiefe von über 7 Metern. Von anderen Bauwerken unterscheidet er sich aber vor allem dadurch, dass etliche Teile des Zierrats sowie die kannelierten korinthischen Säulen aus älteren Denkmälern und Gebäuden stammen.
An den frontalen Seiten prägen je vier Säulen das Bild, ähnlich der Bauweise bei seinem architektonischen Vorbild, dem Septimius-Severus-Bogen. Die Sockel der Säulen tragen Reliefs von Siegesgöttinnen, Soldaten und gefangenen Barbaren. In den Bogenwinkeln sind allegorische Dekorationen und Figuren zu erkennen: Gottheiten, die personifizierten Jahreszeiten, Flussgötter. Über den Hauptbogen legen sich geflügelte Siegesgötter. Es folgt ein umlaufendes Relief über den kleinen Bögen, das die Geschichte von Konstantins Feldzug, seinem Sieg und der Machtübernahme in Rom erzählt: Es beginnt an der westlichen Schmalseite mit dem „Aufbruch aus Mailand“ (profectio), dann folgen an der Südseite die Belagerung einer Stadt, wohl Verona (obsidio) und die Darstellung der Schlacht an der Milvischen Brücke (proelium). An der Ostseite ist der Einzug des siegreichen Kaisers in Rom abgebildet (adventus), und an der Nordseite die Rede des Kaisers auf dem Forum Romanum (oratio) sowie die Verteilung von Geldgeschenken an das Volk (largitio). Soweit die konstantinische Dekoration, welche zum großen Teil die künstlerische Feinheit und Ausdruckskraft vergangener Jahrhunderte vermissen lässt.
Die acht auffälligen, paarweise positionierten Tondi an den Frontseiten stammen aus der Zeit Kaiser Hadrians. Sie zeigen vier Jagdszenen und vier Opferszenen. Die Hauptfigur ist Hadrian, doch wurde sein Kopf auf vier Reliefs durch den Konstantins ersetzt, auf den übrigen vier durch Konstantins Vater Constantius I. oder Konstantins oströmischen Mitregenten Licinius (die Identifizierung ist nicht gesichert). Die Reliefs des Hauptdurchgangs stammen aus der Basilica Ulpia am Trajansforum.
Die Statuen, die die Säulen in Höhe der Attika krönen, stellen Daker dar, welche an den Daker-Feldzug Trajans erinnern. Zwischen den Statuen finden sich wiederum paarweise rechteckige Reliefs mit Motiven der Markomannenkriege des Mark Aurel. Sie erzählen die Geschichte vom Aufbruch, dem Krieg und der Heimkehr des Kaisers im Jahr 173. Über dem Hauptbogen ist in großen Lettern, jedoch im Detail unsauber gearbeitet, die Widmungsinschrift angebracht.
In der Forschung ist es umstritten, ob die Wiederverwendung älterer Werke (Spolienzyklen) von möglichen finanziellen Schwierigkeiten und Sparzwang zeugt, oder ob Konstantin dadurch in die Tradition früherer, in der senatorischen Geschichtsschreibung hochgelobter Kaiser gestellt werden sollte. Es wird teils vermutet, dass der Bogen bereits einen Vorgängerbau aus Hadrians Zeit hatte, der lediglich mit der Attika aufgestockt und neu verkleidet wurde. Die aufbereiteten und überarbeiteten Reliefs stammen aus den Regierungsjahren der Kaiser Trajan (98–117), Hadrian (117–138) und Mark Aurel (161–180).
Der Stil ist streng, es existiert eine unräumliche Reihung und Staffelung der frontal und symmetrisch angeordneten Figuren. Die Bedeutungsperspektive unterstreicht sinnfällig die sozialen Gegensätze und die gesellschaftliche Hierarchie in der Zeit des Dominats. Der Kaiser wird, unabhängig von seiner Stellung innerhalb des Reliefs, größer als die ihn umgebenden Personen dargestellt; ihm folgen, der Größe nach gestaffelt, die Hofbeamten und die Soldaten.

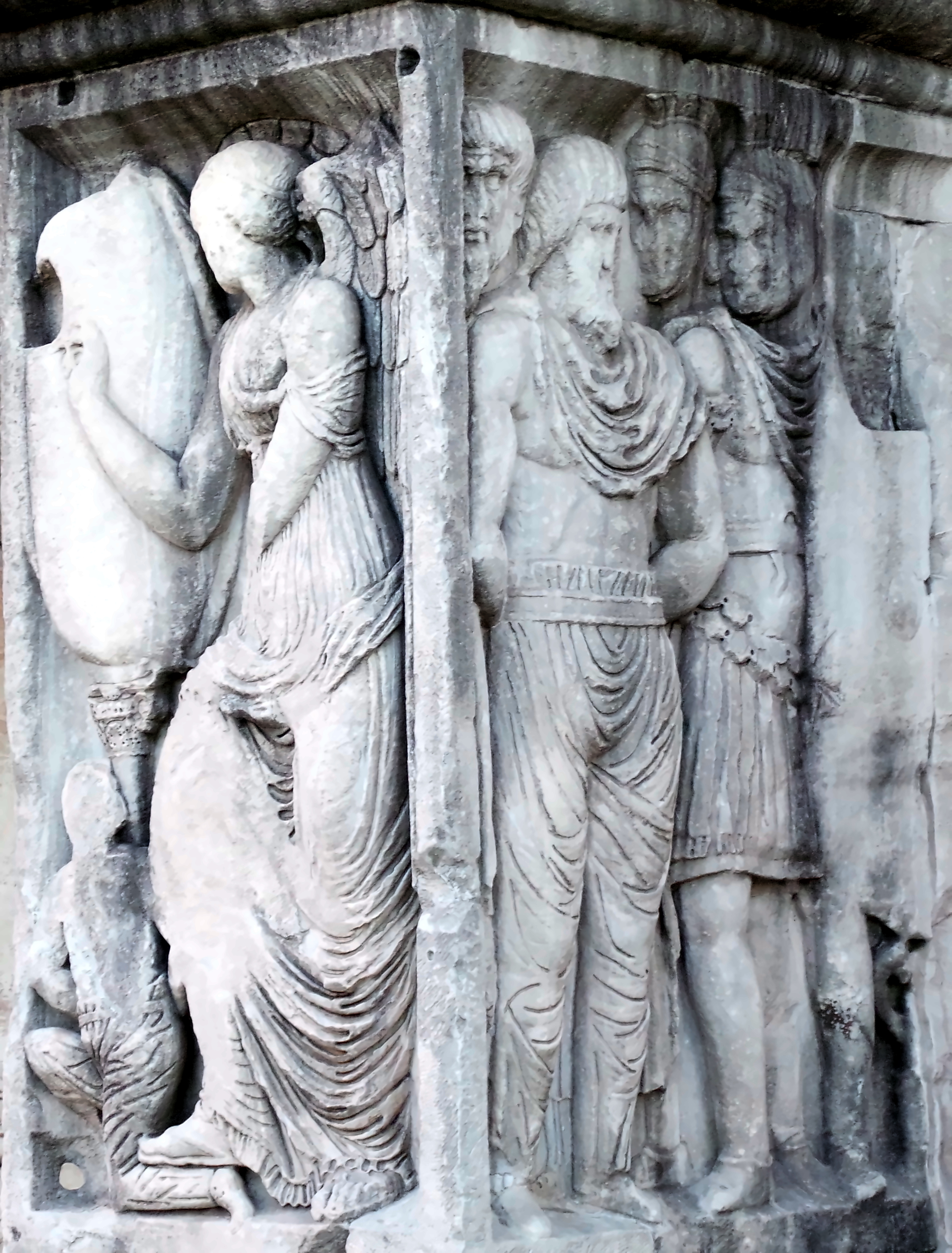
Reliefs am Säulensockel (Südseite)
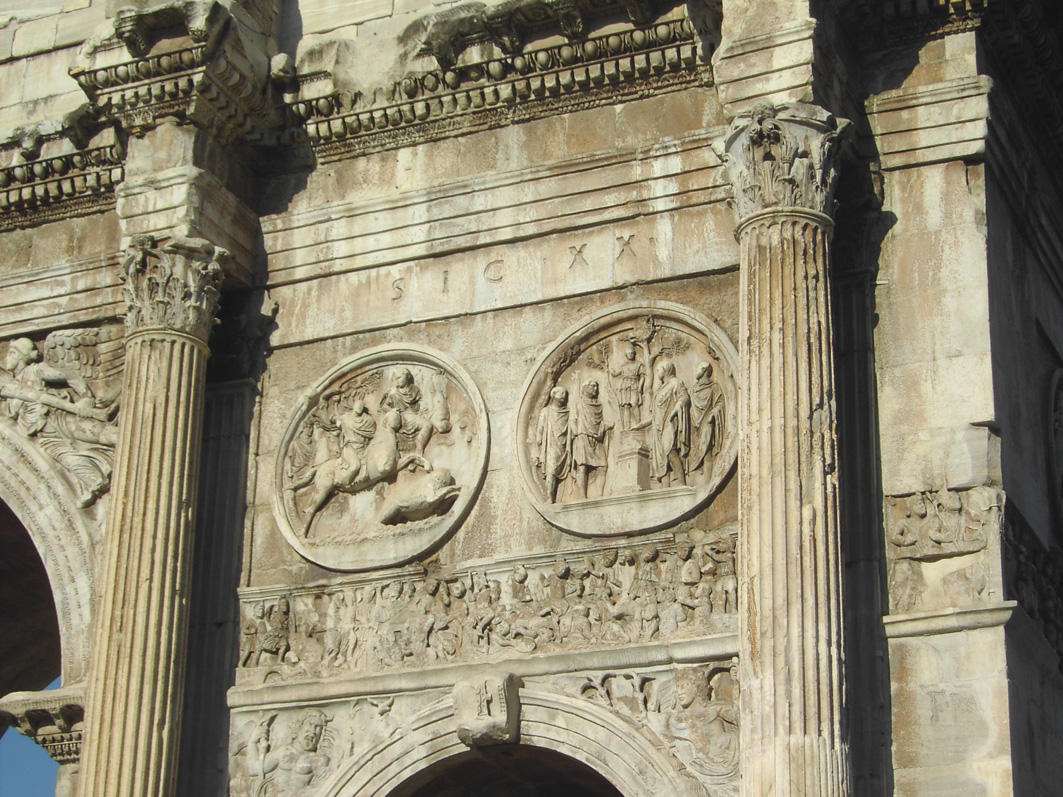
Detail der hadrianischen Tondi, darunter der konstantinische Fries
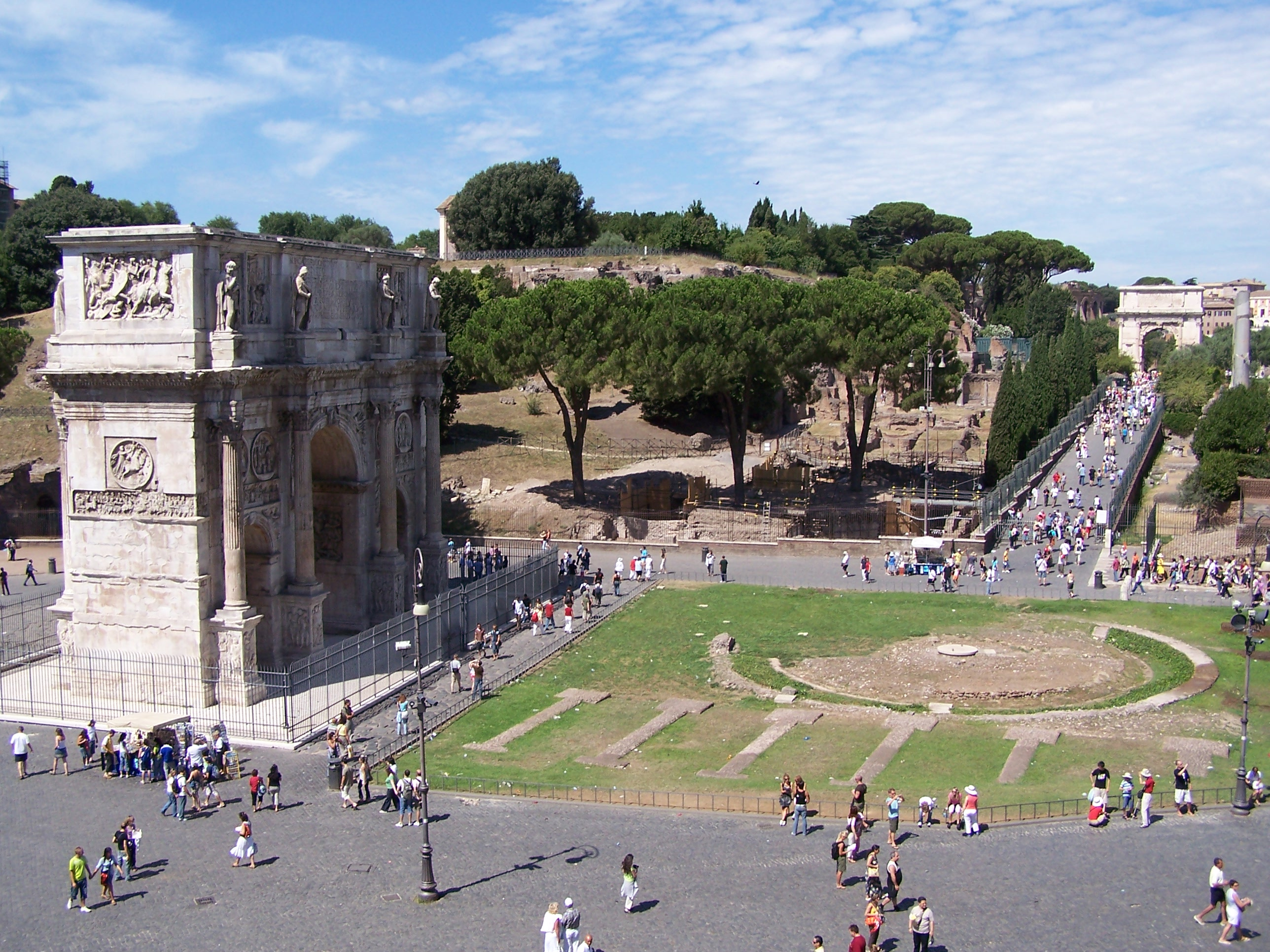
Der Konstantinsbogen vom Kolosseum aus gesehen; am rechten Bildrand sind die Via Sacra und der Titusbogen erkennbar.
Verteilung der Reliefs am Konstantinsbogen und ihre Datierung

## Die Inschriften

### Widmungsinschrift der Zeit Konstantins
| Die Inschrift: IMP · CAES · FL · CONSTANTINO · MAXIMO P · F · AUGUSTO · S · P · Q · R QUOD INSTINCTU DIVINITATIS MENTIS MAGNITUDINE CUM EXERCITU SUO TAM DE TYRANNO QUAM DE OMNI EIUS FACTIONE UNO TEMPORE IUSTIS REM PUBLICAM ULTUS EST ARMIS ARCUM TRIUMPHIS INSIGNEM DICAVIT | Ergänzt lautet die Inschrift: Imp(eratori) Caes(ari) Fl(avio) Constantino Maximo P(io) F(elici) Augusto s(enatus) p(opulus)q(ue) R(omanus) quod instinctu divinitatis mentis magnitudine cum exercitu suo tam de tyranno quam de omni eius factione uno tempore iustis rem publicam ultus est armis arcum triumphis insignem dicavit | Die (sinngemäße) Übersetzung lautet: „Dem Imperator Caesar Flavius Constantinus, dem größten, frommen, glückhaften Augustus, haben Senat und Volk von Rom, weil er auf Eingebung einer Gottheit, durch die Größe seiner Einsicht, zusammen mit seinem Heer das Gemeinwesen gleichzeitig sowohl vom Tyrannen als auch von dessen gesamter Clique in einem gerechten Waffengang befreit hat, diesen Bogen, geschmückt mit Triumphdarstellungen, geweiht.“ |

Der Triumphbogen vermeidet durch die Formulierung „durch göttliche Eingebung“ eine eindeutige Zuschreibung des Sieges an den Gott der Christen, wie er sich bei Laktanz und Eusebius in der Aussage „in hoc signo vinces“ („in diesem Zeichen wirst du siegen“) findet, und enthält keinerlei christliche Symbolik.

### Weitere Inschriften konstantinischer Zeit
Der Bildschmuck des Konstantinsbogens ist mit weiteren Inschriften versehen, die sich in zwei Zweierpaare aufteilen lassen.
Im mittleren Durchgang befindet sich links und rechts jeweils eine Inschrift, die Kaiser Konstantin aufgrund seiner Verdienste verherrlicht: „liberatori urbis“ („Dem Befreier der Stadt“) und „fundatori quietis“ („Dem Begründer der Ruhe“). Die jeweiligen Bezeichnungen stehen im Dativ, stellen also eine stark verkürzte Form der Widmung dar: „[Dieser Bogen wurde errichtet] dem Befreier der Stadt, dem Begründer der Ruhe.“
Die zwei anderen Inschriften befinden sich auf den beiden Frontseiten des Konstantinsbogen (Süden und Norden). Sie sind beide in zwei Teile aufgeteilt, von denen sich jeweils einer über einem der seitlichen Durchgänge befindet. Der Text auf der Nordseite lautet „Sic X – votis X“ (sinngemäß: „So aufgrund der Gelübde im zehnten (Regierungsjahr).“), der auf der Südseite „Sic XX – votis XX“ (sinngemäß: „So aufgrund der Gelübde im zwanzigsten (Regierungsjahr).“). Diese beiden Inschriften beziehen sich auf die öffentlichen Gebete und Gelübde, die im römischen Reich anlässlich der Regierungsjubiläen eines Herrschers (beispielsweise der Decennalia) gefeiert wurden.

### Renovierungsinschrift Clemens’ XII.
An der westlichen Schmalseite des Konstantinsbogens befindet sich eine Inschrift des 18. Jahrhunderts. Diese erinnert an das Renovierungsprojekt des Papstes Clemens XII., der von 1730 bis 1740 amtierte.
| Die Inschrift: CLEMENTI · XII PONT · MAX QUOD · ARCUM IMP · CONSTANTINO · MAGNO ERECTUM OB · RELATAM · SALUTARI CRUCIS · SIGNO PRAECLARAM · DE · MAXENTIO VICTORIAM IAM · TEMPORUM · INIURIA FATISCENTEM VETERIBUS · REDDITIS ORNAMENTIS · RESTITUERIT ANNO · D · MDCCXXXIII PONT · III S · P · Q · R OPTIMO · PRINCIPI AC · PRISTINAE · MAIESTATIS URBIS · ADSERTORI POS | Ergänzt lautet die Inschrift: Clementi XII pont(ifici) max(imi) quod arcum imp(eratori) Constantino magno erectum ob relatam salutari crucis signo praeclaram de Maxentio victoriam iam temporum iniuria fatiscentem veteribus redditis ornamentis restituerit anno d(omini) MDCCXXXIII pont(ificatus) III s(enatus) p(opulus)q(ue) R(omanus) optimo principi ac pristinae maiestatis urbis adsertori pos(uit) | Eine mögliche Übersetzung lautet: „Dem Papst Clemens XII., weil er den Bogen, der Kaiser Konstantin dem Großen errichtet war wegen seines unter dem heilbringenden Zeichen des Kreuzes errungenen glänzenden Sieges über Maxentius und der schon durch die Unbill der Zeiten zu verfallen begann, dadurch, dass er ihm seine alten Schmuckstücke zurückgegeben hat, wiederhergestellt hat im Jahre des Herrn 1733, seines Pontifikats 3, hat der Senat und das Volk von Rom dem besten Prinzeps und Beschirmer der früheren Majestät der Stadt (den Stein) gesetzt.“ |

## Der Konstantinsbogen in der Kunstgeschichte

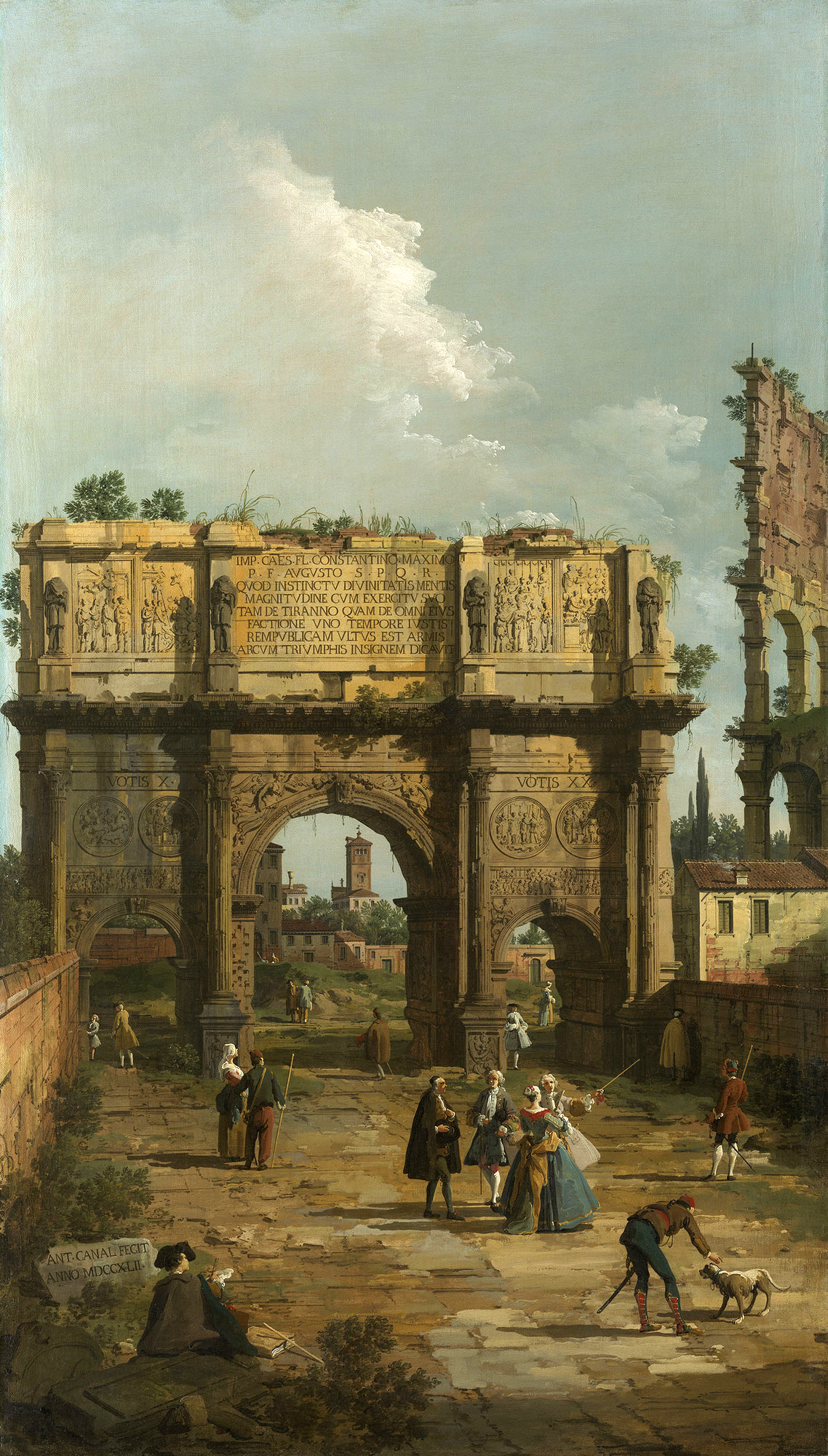
Giovanni Antonio Canal, Der Konstantinsbogen, 1742

Der im Fresko Die Bestrafung der Rotte Korah von Sandro Botticelli dargestellte Triumphbogen wurde dem Konstantinsbogen nachgestaltet. Antoine Caron zitiert den Konstantinsbogen in seinem Gemälde Das Blutbad der Triumvirn (1566).